# Volie Schermer-De Jong
Volie Schermer-De Jong (Sneek, 27 juli 1923 – Bolsward, 14 februari 2024) was een Nederlandse verpleegkundige. Tijdens de Tweede Wereldoorlog maakte ze als verzetsstrijdster deel uit van de Knokploeg Sneek. Schermer-De Jong behoort daarnaast tot de groep mensen, die meer dan honderd jaar oud zijn geworden.

## Levensloop
Schermer-De Jong werd geboren in Sneek als dochter van Doede de Jong (1886-1943) en Sierdje Rijpsma (1883-1974). Haar vader was kruidenier. Ze groeide op in de wijk Noorderhoek. De kruidenierswinkel was gevestigd op de hoek van de Napjusstraat en Ubbo Emmiusstraat.
In 1940 schaatste Schermer-De Jong op 16-jarige leeftijd de Elfmerentocht (ook wel de Friese Merentocht genoemd), een schaatstocht van circa 115 kilometer langs elf meren en poelen in de zuidwesthoek van Friesland.
Aan het begin van de Tweede Wereldoorlog werkte Schermer-De Jong mee in de winkel van haar vader en zorgde zij voor haar zieke vader, die in 1943 overleed aan kanker.

### Oorlog en verzet
Schermer-De Jong was 16 toen de Tweede Wereldoorlog uitbrak. Op 19-jarige leeftijd sloot ze zich uit eigen beweging aan bij het verzet. Ze deed dit in navolging van de zus van een vriendin, die ook illegaal werk deed. Schermer-De Jong maakte samen met o.a. Gerard Reeskamp, Haitze Wiersma, Ans Dam, Jitske Reitsma, Franskje Masselink-Reitsma, Jannie Hettinga, Cor Stavast, Chris Hofing, Johan Kingma, Jaap van 't Zet, Tinus Pieters, Ab Rob, Doede Boomsma en Piet Hofing deel uit van de Knokploeg Sneek (KP-Sneek). Ze opereerde als fietskoerierster onder de schuilnaam Mary of Meri van der Werf. Ze meldde zich dagelijks om negen uur bij één van de andere knokploegleden om te horen wat er die dag van haar verwacht werd. Als koerierster fietste Schermer-De Jong tientallen kilometers per dag door weer en wind om illegale post verpakt in giro-enveloppen verstopt onder haar trui voor het verzet af te leveren. Ook bracht ze andere spullen weg. Meestal wist ze niet wat ze meekreeg. Maar op een dag vervoerde ze een koffertje met slaggoed voor explosieven; wat ze zelf ‘schietspul’ noemde. Het was een zenuwslopende opdracht, omdat de spullen verschrikkelijk rammelden terwijl ze een wachtpost passeerde. De Duitse militair van de wachtpost keek ze, volgens haar eigen zeggen, "lief aan" waarop ze door mocht fietsen. Ze vervoerde meestal materialen rond Sneek, maar fietste soms ook richting Lemmer en Leeuwarden. Een enkele keer reisde ze (met de trein) naar plaatsen buiten de provincie, zoals Den Haag. Dat het werk van de knokploeg niet zonder gevaar was, werd haar regelmatig duidelijk als er weer mensen opgepakt waren en door de Duitse bezetters gefusilleerd werden. Toch hield ze het verzetswerk koelbloedig tot aan de bevrijding in 1945 vol.

### Na de oorlog
Na de oorlog verhuisde Schermer-De Jong naar Amsterdam, waar ze werkte als verpleegkundige. Na een aantal jaar keerde ze terug naar Sneek. Daar trouwde ze in 1950 met haar jeugdliefde Jaap Schermer. Ze kregen zes kinderen. Schermer werkte op de grote vaart, waardoor het gezin regelmatig verhuisde. Zo woonden ze in Hellevoetsluis, Lelystad, Eindhoven en Maassluis. Na het pensioen van Schermer, keerde het gezin terug naar Friesland. Daar woonden ze aan de P. Walmastraat in Oppenhuizen, waar Schermer-De Jong tot op hoge leeftijd zelf haar tuin onderhield.
De oud-verzetsstrijdster sprak zelden over haar oorlogsbelevenissen, totdat haar kleinkinderen vragen begonnen te stellen. In 1995 zette ze haar herinneringen op papier. Een neef zorgde voor de Engelse vertaling, zodat ook haar familie in Canada het verhaal kon lezen. In 2015, bij de viering van zeventig jaar bevrijding, reed de oud-koerierster als één van de eregasten samen met Canadese bevrijders in een jeep door Leeuwarden. In de Leeuwarder Courant vertelde ze in 2022 dat ze het verzetswerk zonder veel angst had gedaan. Maar na de oorlog kampte ze door de opgekropte spanningen wel met psychische klachten. In de maand mei werd ze altijd onrustig. Dan dacht ze aan iedereen, die gesneuveld was. Toch zou ze het zo weer hebben gedaan, want zoals ze zelf zei: "Het moest gebeuren."
De laatste zes jaar van haar leven woonde Schermer-De Jong in een verzorgingscentrum in Bolsward. In februari 1924 overleed ze op 100-jarige leeftijd als de laatste nog levende Friese knokploegvrouw. Ze overleed vlak voor de uitgave van het boek "Vrouwen van het Friese verzet - Gevecht op vele fronten" van Hessel de Walle. In het boek beschrijft de auteur de levens van 32 Friese verzetsvrouwen. Schermer-De Jong sprak begin 2022 met de schrijver. Het boek werd in april 2024 in het Fries Scheepvaartmuseum in Sneek gepresenteerd.